# Miss Moneypenny
Miss Moneypenny é uma personagem dos livros e filmes de James Bond que trabalha como secretária particular de M, chefe do Serviço de Inteligência Britânico, o MI-6, e do agente secreto 007. Apesar da personagem ter sempre apenas breves cenas nos filmes, seu maiores momentos vem dos flertes platônicos que tem com Bond, algo virtualmente inexistente nos livros de Ian Fleming, mas momentos que se tornaram clássicos no cinema.
Monneypenny nunca recebeu um primeiro nome nos livros de Ian Fleming. Com o correr dos anos, após a morte de seu criador dois nomes lhe foram acrescentados, nenhum deles dado pelo autor original das aventuras de Bond: "Jane", em The Moneypenny Diaries (Diários de Moneypenny), uma publicação correlata ao universo de James Bond, num série de novelas publicadas entre 2005 e 2008 pela escritora e política britânica Samantha Weinberg (sob o pseudônimo de Kate Westbrook), conselheira literária da Ian Fleming Publications e "Eve", pelos roteiristas de Skyfall, o filme da série realizado em 2012.

## A inspiração
Nos primeiros rascunhos de Casino Royale, o primeiro livro de Fleming sobre Bond, Moneypenny era chamada "Miss 'Petty' Pettaval", tirado de Kathleen Pettigrew, a assistente pessoal de Stewart Menzies, ex-chefe do MI-6. Fleming mudou o nome para que ficasse menos óbvio. Três mulheres são consideradas como inspiradoras do escritor para a criação da personagem: Margaret Priestley, que teve um papel importante na administração e funcionamento da Unidade de  Assalto Comando 30, em que Fleming serviu na II Guerra Mundial,  Jean Frampton, que datilografava seus manuscritos e fez várias sugestões de enredos para ele, apesar dos dois nunca terem se encontrado, e Joan Bright Astley, secretária do gabinete de guerra de Winston Churchill, que teve um breve romance com Fleming.

## Nos filmes

Naomie Harris, vista aqui em Skyfall, é a intérprete mais recente de Moneypenny.

Miss Moneypenny aparece em todos os filmes de James Bond feitos até hoje, oficiais ou independentes, à exceção dos dois primeiros de Daniel Craig como Bond, Casino Royale, de 2006, e Quantum of Solace, de 2008. Segundo o filme Com 007 Só Se Vive Duas Vezes, ela teria a patente de oficial náutico na Marinha Real Britânica. Já na nova continuidade dos filmes de Craig, Eve Moneypenny era agente do MI-6 especializada em armas, até decidir que era inapta para o trabalho de campo e virar secretária do novo M.
Quatro atrizes interpretaram Moneypenny nos filmes oficiais da Eon Productions: Lois Maxwell, que deu o rosto clássico da personagem em quatorze filmes do agente 007, de Sean Connery até Roger Moore, e foi escolhida pessoalmente por Fleming; Originalmente, Maxwell havia sido escalada para o papel de Sylvia Trench, a primeira das bond-girls a aparecer nas telas e seu caso amoroso em dois filmes da série, mas acabou com o papel da secretária de M que faria por mais de vinte anos; Caroline Bliss, nos filmes de Timothy Dalton na década de 80; Samantha Bond, nos quatro filmes em que Pierce Brosnan fez o papel do agente secreto; e Naomie Harris, começando por Skyfall, após  os dois primeiros filmes de Daniel Craig ignorarem a personagem. Além delas, nos filmes feitos sem participação da produtora oficial Eon, Barbara Bouchet interpreta o papel como uma Miss Moneypenny filha da original no filme-paródia 007 Casino Royale, de 1967, e Pamela Salem faz Moneypenny em  007 Nunca Mais Outra Vez, de 1983.